# Muhammad Nazir (ur. 1936)
Muhammad Nazir (ur. 19 maja 1936) – pakistański zapaśnik walczący w stylu wolnym. Olimpijczyk z Melbourne 1956, gdzie odpadł w eliminacjach kategorii 62 kg.